# Česká literatura v období husitství
Do husitské literatury (cca 1350–1460) řadíme období, kdy se české země připravovaly na husitství, předchůdce Jana Husa, tvorbu J. Husa, období husitské revoluce až do doby vlády Jiřího z Poděbrad. Toto období není sice časově mimořádně dlouhé, ale česká společnost v něm prošla skutečně velmi radikální změnou. Je samozřejmé, že tyto změny se odrazily i v literatuře.

## Předchůdci Husovi
Společenské problémy, které nastaly, vyvolávaly kritiku, nejprve z řad církve (především na univerzitě), později kritika přecházela na nižší stupeň a tím se dostávala k prostému lidu. Cílem v žádném případě nikdy nebylo odstranění víry v Boha, vždy zde byla snaha napravovat nepravosti ať již skutečné nebo domnělé. Zde již umělci nepůsobili anonymně – jejich cílem nebylo ani vyvolání masové rebelie, chtěli pouze vyjádřit svoji nespokojenost a získat spojence pro řešení problémů. Tito lidé dali teoretický podklad pro husitství, resp. připravili půdu pro Jana Husa. K významným kazatelům patřili Milíč z Kroměříže, Tomáš Štítný ze Štítného, Konrád Waldhauser či Matěj z Janova.

## Život Jana Husa a jeho doba
viz Jan Hus, Jan Želivský, Petr z Mladoňovic, Jeroným Pražský, viz také Jan z Jesenice – právník, zastupoval Jana Husa

## Husitská literatura (1419–1434)

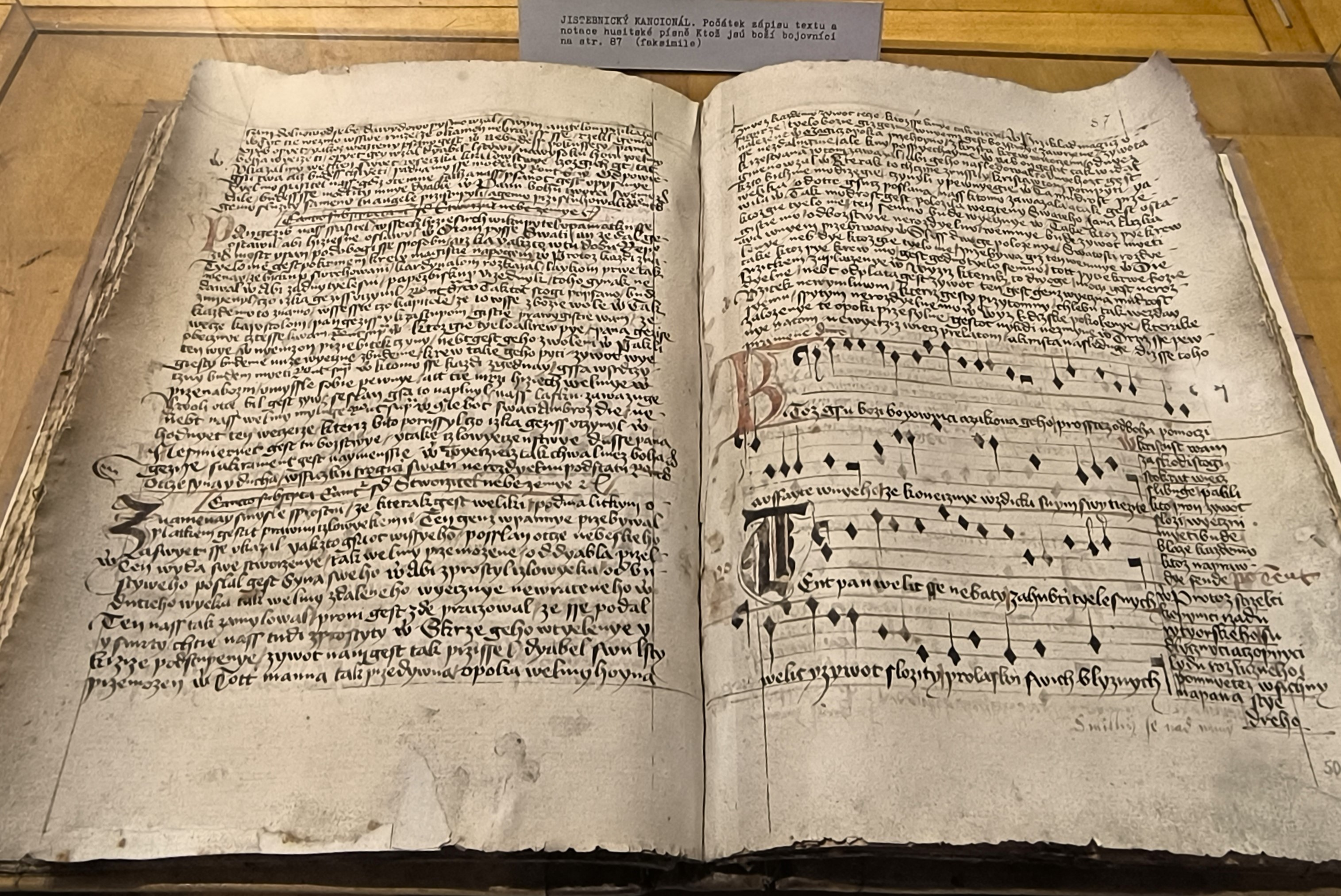
Faksimile Jistebnického kancionálu

Po smrti J. Husa došlo k útlumu literatury, jež se zúžila na traktáty, které buď hájily, anebo odsuzovaly husitské hnutí. Dále se rozvíjela bojová píseň, která měla zvýšit morálku. Tyto písně zpočátku tvořili studenti, protože však husité uznávali pouze náboženské písně, postupně se z písní vytratila veselost (mizí pijácké i milostné písně). Většina autorů, kteří v této době tvořili, patřila k nějakému směru husitů, popř. k jejich oponentům:
- pražané Jan Rokycana, Jakoubek ze Stříbra, Martin Lupáč
- táborité Mikuláš z Pelhřimova
- klasičtí husité Jan z Příbrami
- katolíci Ondřej z Brodu

Kronikářskou tvorbu zastupovali Vavřinec z Březové, Petr z Mladoňovic, Bartoška z Drahonic. Jan Žižka je dokonce považován za autora (někdy pouze za spoluautora) Vojenského řádu (1423).
- Zbyněk biskup Abeceda
- Jistebnický kancionál – soubor bojových písní, z nichž velmi známé jsou:
  - Ktož jsú boží bojovníci – husitská hymna zpívávána před boji a po vítězstvích. V úvodu se obrací k lidem, aby důvěřovali v Boha. Obrací se nejen k pěšákům, ale i k záškodníkům, aby nezabíjeli a neloupili pro kořist, ale pro myšlenku. Nabádá ke kázni, k zapamatování si bojových hesel, atp. Autorem je Jan Čapek.
  - Povstaň, povstaň veliké město pražské (1420) – bojová píseň určená měšťanům pražského Starého Města, aby se připojili k obraně před Zikmundem a jeho křížovou výpravou
- Václav, Havel a Tábor čili Rozmlouvání o Čechách – kritika čtyř pražských artikul
- Budyšínský rukopis (1420) – obsahuje několik prozaických a veršovaných děl zaměřených proti Zikmundovi, nejvýznamnější byly:
  - Žaloba Koruny české
  - Porok Koruny české k pánóm českým – proti korunovaci Zikmunda
  - Hádání Prahy s (Kutnou) Horou – obhajoba čtyř pražských artikul, husitská Praha se hádá s katolickou Kutnou Horou, Praha nakonec vítězí (dílo bývalo neprávem přisuzováno Vavřinci z Březové)

Po bitvě u Lipan (1434) a porážce radikálů se vojensko-politická situace v zemích České koruny uklidňuje, mizí potřeba vášnivých polemik. Husitské ideály s nastupujícími generacemi blednou a od konce 15. století, za vlády Jagellonců, v české literatuře nastupuje nový směr: renesanční humanismus.